# Gut Nienhagen
Das Gut Nienhagen ist ein Gutshof in der nördlichen Feldmark von Schlewecke, Stadt Bockenem, im Landkreis Hildesheim.

## Geschichte

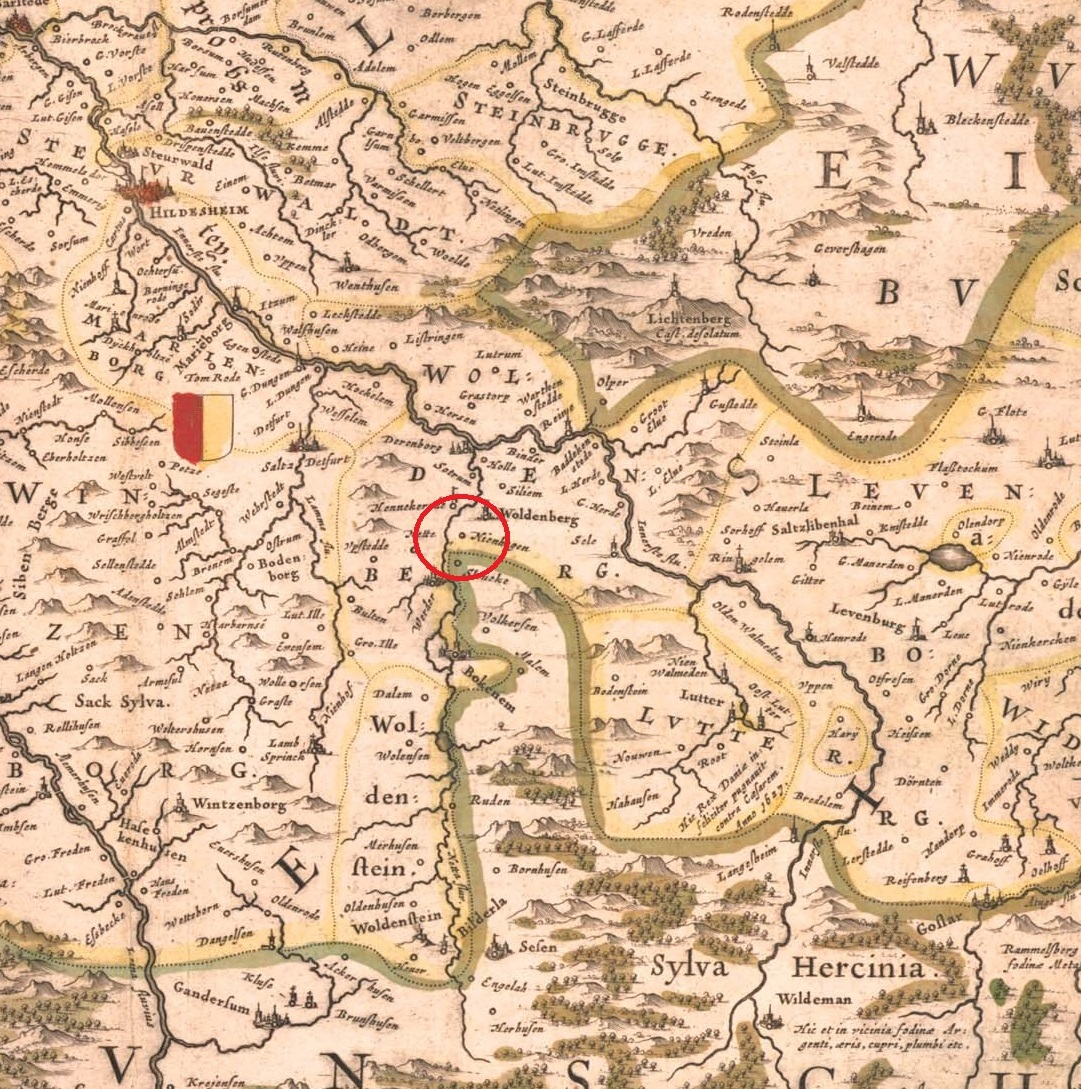
Gut Nienhagen (rot markiert) im Hochstift Hildesheim, Kartenausschnitt von 1645

Nienhagen war wie das benachbarte Söder seit dem Hochmittelalter ein stifthildesheimisches Lehen der Familie von Bortfeld. Mit dem Ostteil des Hochstifts fiel es nach der Hildesheimer Stiftsfehde an Braunschweig-Wolfenbüttel und kam mit der Restitution 1643 wieder zu Hildesheim. Als die Familie von Bortfeld 1688 ausstarb, belehnte Fürstbischof Jobst Edmund aus der westfälischen Adelsfamilie von Brabeck Angehörige seiner Familie mit Söder und Nienhagen. Durch Heirat kamen beide Güter an Andreas Otto Heinrich zu Stolberg-Stolberg, der sie kurz vor seinem Tod 1863 verkaufte.